# Bosňáci
Bosňáci (bosensky Bošnjaci, Бошњаци) jsou jihoslovanský národ s islámskou tradicí, který obývá především Bosnu a Hercegovinu a území Sandžak. (Zatímco Bosňané jsou obyvatelé Bosny a Hercegoviny bez ohledu na národnost a vyznání.)
Bosňáci své pojmenování odvozují od Bosny, která byla mezi 15. a 19. stoletím součástí osmanské říše. Pro pochopení národotvorných procesů v jihovýchodní Evropě je nutné uvést, že ne všichni slovanští muslimové na Balkáně jsou Bosňáci. Dalšími islamizovanými Slovany jsou například Goranci v Kosovu, Torbeši v Severní Makedonii a Pomaci v Bulharsku, kteří nepřijali národní identitu většinové populace země, a nadále si uchovávají své specifické etnonáboženské vědomí.
Bosňáci považují za svou mateřskou zemi Bosnu a Hercegovinu. Úzce spojeni jsou s historickými oblastmi Bosenské krajiny (v užším slova smyslu s Cazinskou krajinou a jejími městy Bihać, Cazin, Velika Kladuša), centrální Bosny (města Sarajevo, Zenica, Tuzla), východní Bosny (města Goražde, Zvornik, Višegrad), Hercegoviny (města Mostar, Konjic, Stolac) a Sandžaku (města Novi Pazar, Pljevlja), hraničního území mezi Srbskem a Černou Horou.

## Historie
Bosňané nesou svůj původ od Slovanů obývajících oblast dnešní Bosny a Hercegoviny. Některé nedávné výzkumy však naznačují, že kořeny Bosňanů přesahují dějiny Slovanů, a že jsou ilyrského původu. Ilyrové, kteří žili v Bosně, se s příchodem Slovanů asimilovali.

### Středověk
Ve středověké Bosně se obyvatelstvo nazývalo Bošnjani (Bossinensis, Bossnenses-Bossinensium, Bossignanus-Bosignanis, Bosignani, Bošnjani), o čemž svědčí mnoho písemných historických pramenů 14. a 15. století: 1389, 1390, 1391, 1400, 1404, 1407, 1412, 1419, 1421, 1422, 1427, 1428, 1430, 1436, 1438, 1440, 1441, 1449, 1465,1477. Jazyk těchto Bosňanů byl nejčastěji označován za bosenský. Zmiňují se o něm dvě smlouvy z 3. 7. 1436 (dokumenty jsou v kotorském archivu).

## Kultura

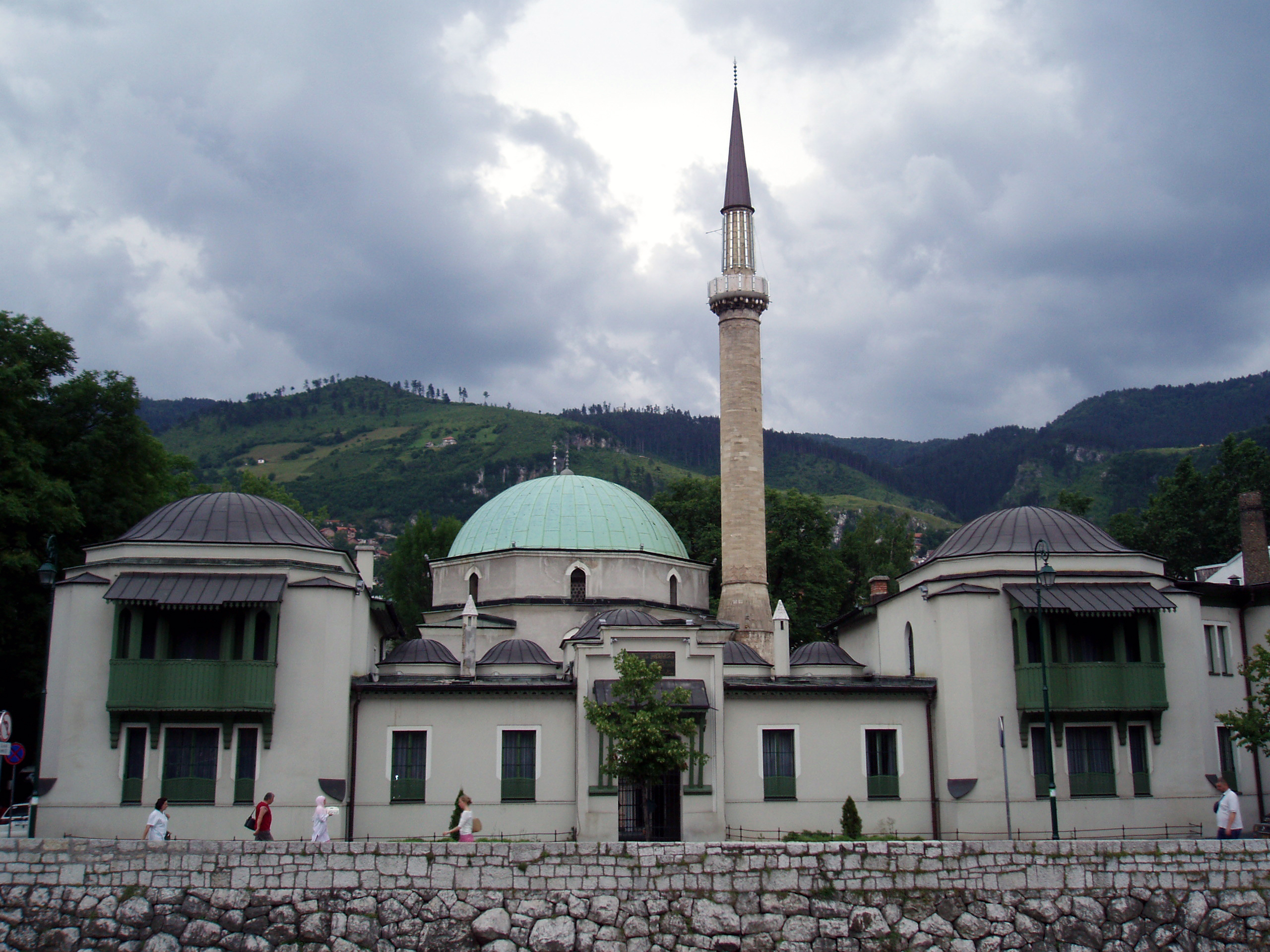
Carova mešita v Sarajevu

Bosňácký folklor má dlouhou tradici, která sahá až do 15. století. Obecně jej lze charakterizovat jako směsici slovanských a orientálních vlivů. Prolínají se zde tradice ryze bosenské, dále pak jihoslovanské, albánské, turecké, arabské a také soudobé evropské.

### Hudba
Hudba, potažmo ústní (mluvená i zpívaná) kultura má u Bosňáků nezanedbatelné postavení, které čerpá svou sílu i osobitost převážné z doby nadvlády osmanské říše. Obecně se hudební folklór člení na epickou (mužskou, heroickou) a lyrickou (ženskou) část. Tomu odpovídají jak používané nástroje, tak melodie a rytmus. Stabilní kořeny má na venkově (izvorna muzika) i ve městech (sevdalinky, iláhije, kasídy).
V období turecké nadvlády vznikly dnes již legendární baladické ženské písně, sevdalinky, opěvující nešťastnou lásku, přátelství a velikost bosenských rodáků. Původně se rozvíjely ve dvou největších městech, Sarajevu a Mostaru, ale brzy se rozšířily na celé území tehdejšího Sandžaku (od 1580 ejáletu, nato od 1864 vilájetu) Bosna.
Z té doby pochází také tradice zpěvu iláhijí (náboženských písní opěvujících Alláha) a kasíd (světských písní). Iláhije se staly doménou především muslimských mnichů, dervišů, kteří se tehdy shlukovali v početných klášterech, tekijích. Nejstarší zmínka o stavbě tekije na území Bosny a Hercegoviny pochází z roku 1462.
Soudobým fenoménem bosňácké hudby je izvorna muzika (původní, ryzí hudba), která se poprvé objevila v období kolem I. světové války na severovýchodě Bosny a Hercegoviny. Jejími středisky jsou dodnes města Kalesija, Zvornik a Bratunac. Zpívaná je obvykle jedním zpěvákem za doprovodu dvou houslistů a hráče na čtyřstrunný drnkací strunný nástroj, šargiju.

### Tanec

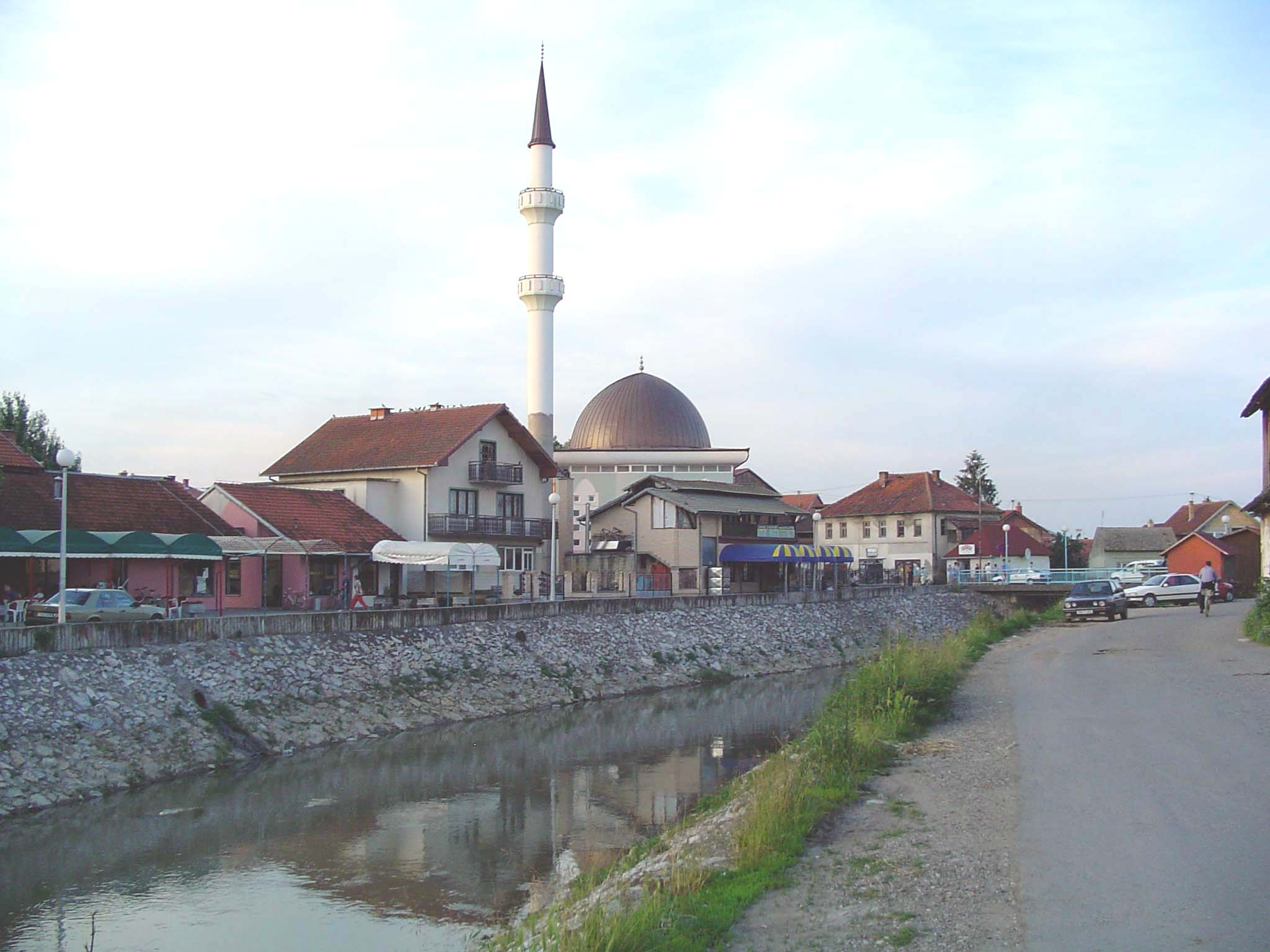
Janja je čistě bosňácká obec v Republice srbské (BiH)

Klasickým slovanským tancem je kolo, nejinak tomu je u Bosňáků. Jeho podoba se však může v jednotlivých regionech značně lišit. V jiných podobách se lidový tanec příliš neujal, jak je možné vidět dodnes.

### Báje a pověsti
Hlavním motivem bosňáckých bájí a pověstí jsou osudy bosenských velikánů za turecké vlády. Jejich typickými hrdiny (gáziji, gazi, junáky) jsou bojovníci ve službách Osmanské říše. Mezi nimi vyniká Alija Đerzelez, Adni Mahmud-paša Anđelović (1420–1474), Jakub-paša Hadum (2. pol. 15. stol.–po 1510), bratři Mujo, Halil a Omer Hrnjicové (17. stol.), Mustaj-beg Lički (17. stol.), Ali-paša Rizvanbegović (1783–1851), Smail-aga Čengić (1780–1840) a Husein-kapetan Gradašćević (1802–1834). K dalším významným osobnostem patří osmanský místodržící v Bosně Husrev-beg (1480–1541) a velkovezír Mehmed-paša Sokolović Sokollu (1506–1579).
Zcela výjimečné postavení má také pověst o středověkém slovanském bánu Kulinovi, prvním velkém vládci v letech 1180–1204, který položil základ bosenské státnosti a nezávislosti. V části Balkánu – zejména v Bosně a Hercegovině, v Chorvatsku, v Srbsku a v Černé Hoře – se používá rčení od (dob) Kulina Bána ve významu od počátku věků, z hodně dávné doby.

### Svátky

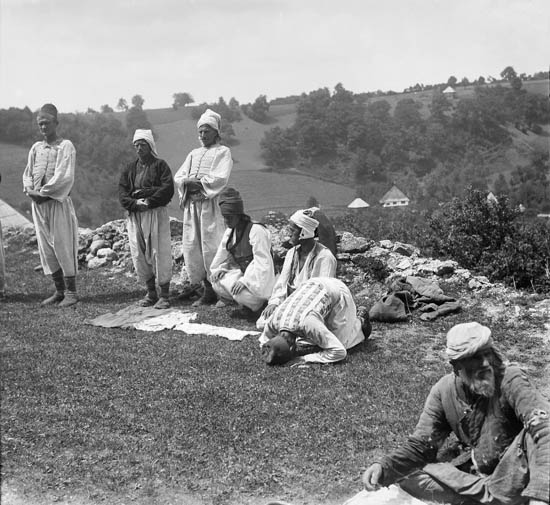
Bosňáci kolem roku 1906

Většina Bosňáků vyznává již po pět staletí islám, čemuž také odpovídá i většina národních svátků. Prvním z nich je svátek přerušení půstu Ramazanski bajram, třídenní slavnost zakončující postní měsíc ramadán. Druhým je připomínka oběti následující po pouti do Mekky (hadždž) Kurban-bajram. V minulosti se oslavoval rovněž příchod nového islámského roku a narození Posla Muhammada.

### Příjmení
Bosňácká příjmení jsou, stejně jako u většiny západních Jihoslovanů, zakončena deminutivními příponami -ić a -ović. Původně přízviska nosili jen příslušníci významných panských rodin, a to coby patronymum (Filip > Filipov > Filipović); jejich užívání se ustálilo až v 19. století po rakousko-uherském záboru Bosny a Hercegoviny. V zásadě platí, že starší jsou příjmení s příponou -ić (např. Ramo > Ramić) než -ović (Ramo > Ramović). V Hercegovině jsou častější příjmení bez deminutivních přípon (Begeta, Ćumurija, Efica, Kajtaz, Kurt).
Původ středověkých příjmení není zcela jasný, nejčastěji se odvozují od rodných jmen (např. Kotroman > Kotromanić, Kulin > Kulinić). Většina bosňáckých příjmení má ale svůj původ v období osmanské vlády, kdy byl patrný vliv islámské kultury. Mnoho jmen naznačuje povolání, které zakladatel rodu vykonával (Lagumdžija – minér, Dizdar – strážce pevnosti, Spahić – spahija = kavalerista, Pašić – paša = generál, Softić < softa = žák v medrese, Mujezinović – mujezin = muezin), nebo jeho sociální postavení (Kapetanović < kapetan, Agović < aga, Ajanović < ajan, Begović < beg), dovednost, znalost či jinou charakteristiku (např. Hadži... < hadžija – vykonal-li pouť do Mekky, Hafiz... < hafiz – znalec Kur’ánu, Kara... < kara – černý, tmavé pleti). Četná jsou také složená příjmení, odkazující na urozený či vznešený původ jako např. Dervišhalidović (syn derviše, mnicha, Halida) nebo Izetbegović (syn Izeta, který byl begem, vysokým úředníkem a velkostatkářem). Některá bosňácká příjmení naznačují etnický původ zakladatele rodu (např. Arnautović, Arnaut < Arnaut = Albánec, Vlahić < Vlah = Vlach či Arumun, Arapović < Arap/Arapin = Arab, Misrija < Egypťan, Tatarević < Tatarin = Tatar).

### Symboly
Tradičními bosňáckými barvami jsou zelená, bílá, žlutá a modrá. Dvěma nejvýznamnějšími symboly Bosňáků jsou půlměsíc a lilie (Lillicum Bosniacum).
Nejstarším symbolem Bosňáků je vlajka s zlatým půlměsícem a pěticípou hvězdou na tmavozeleném podkladě. Na počátku 90. let 20. století jej nahradila zástava se dvěma horizontálními zelenými pruhy a s půlměsícem na bílém podkladě. Během občanské války (1992–1995) se třetím, a dnes také nejpopulárnějším, symbolem Bosňáků stala první státní vlajka Republiky Bosny a Hercegoviny. Na ní je vyobrazen středověký erb bosenského královského rodu Kotromanićů.

## Bosenský jazyk
Bosňáci nazývají svůj mateřský jazyk bosenštinou (bosanski jezik, босански језик). Tento jazyk se drobně odlišuje od srbštiny a chorvatštiny, dříve společného jazyka – srbochorvatštiny v Socialistické federativní republice Jugoslávii. Bosenským jazykem se lze domluvit i v Severní Makedonii a Slovinsku.

## Náboženství

Národní vlajka Bosňáků, kterou v 90. letech 20. století neúspěšně prosazovala Strana demokratické akce

Vlajka Republiky Bosny a Hercegoviny v letech 1992–1998, nejčastěji užívaný nacionální symbol bosňáckého národa

Národní vlajka Bosňáků v Sadžaku (1991), která vychází z předosmanského erbu bosenského středověké královského rodu Kontromanićů

Tradičním náboženstvím Bosňáků je sunnitský islám, ale modernizační evropské trendy způsobily, že se mnoho lidí odklonilo od duchovního života a praktikuje ateismus. Postavení islámu je již po pět staletí pevně zakořeněnou součástí života tohoto národa a představuje, společně s bosenským jazykem a existencí Bosny a Hercegoviny, jeden ze základních pilířů bosňácké identity.
Bosňáci jsou považování ze umírněné vyznavače islámu i přesto, že za nadvlády Osmanské říše patřili k nejhorlivějším zastáncům tohoto náboženství. Během 20. století však došlo díky evropskému vlivu k postupné liberalizaci a oslabování islámských hodnot. Dnes patří do skupiny tzv. evropských muslimů, kteří jsou ovlivněni jak východní (orientální), tak západní (evropskou) kulturou.
Praktikování islámu je většinou omezeno na nutné vykonávání každodenních modliteb, společnou páteční modlitbu (džumu) a dodržování největších muslimských svátků, jako jsou svátek přerušení půstu a svátek oběti. O mnoho řidčeji se vidí zahalené ženy, tolik typický obrázek z většiny arabských zemí.
Jednou z rozdílností od ostatních muslimů je požívání alkoholu, což můžeme objevit ale i u jiných národů s muslimskou většinou (např. Turků). Naopak zákaz konzumace vepřového masa byl vždy striktně dodržován.[zdroj?]
Během občanské války (1992–1995) se v Bosně a Hercegovině objevily tendence šířit rigidní podobu islámu, wahhábismus, rozšířenou v Saúdské Arábii a Kataru. Tato konzervativní větev sunnitského islámu však v bosenskohercegovské společnosti nezanechala významnější stopy.[zdroj?]

## Bosňáci dnes
Nejvíce slovanských muslimů žije v Bosně a Hercegovině, přibližně 1,9 milionu, kteří se nazývají Bosňáci. Mimo Bosnu žije okolo 145 000 Bosňáků v Srbsku a okolo 53 000 v Černé Hoře (většinou v Sandžaku, historické oblasti na pomezí Srbska a Černé Hory), dále pak 31 000 v Chorvatsku, 27 000 v Kosovu, 21 000 ve Slovinsku a kolem 17 000 v Severní Makedonii. Také mnoho lidí v Turecku má bosňácké kořeny, ale přesná čísla nejsou známa.
Bosňácká diaspora, přesahující 500 000 členů, se nachází ve Švédsku, Německu, Rakousku a dalších západoevropských zemích, ve Spojených státech (města St. Louis, New York, Chicago), Kanadě (Toronto a Vancouver) a v Austrálii.
K bosňácké národnosti se dnes hlásí dle odhadů mezi 2,4–3,0 miliony lidí po celém světe. Největšími městy s bosňáckým obyvatelstvem jsou Sarajevo, Tuzla, Zenica, Mostar, Bihać, v Sandžaku Novi Pazar a v diaspoře Saint Louis v Missouri ve Spojených státech.